# Johan III av Kleve
Johan III av Kleve, född 1490, död 1539, var en tysk vasallfurste. Han var hertig av Jülich-Berg och greve av Ravensberg genom äktenskap jure uxoris 1511–1539, och hertig av Kleve och greve av Mark genom arv efter sin far 1521–1539. 
Han beskrivs som diplomatisk och akademiskt lagd. Under den instabila politiska och religiösa situationen under reformationen tillämpade han en politik av ömsesidig tolerans mellan protestanter och katoliker och undvek konflikt. 